# Thomaz Bellucci
Thomaz Cocchiarali Bellucci (Tietê, Brasil, 30 de diciembre de 1987) es un exjugador de tenis brasileño. Ha conquistado 8 títulos ATP Challengers y 4 títulos ATP 250 y alcanzó el puesto N.º 21 del ranking ATP en julio de 2010.

## Carrera

### 2009
En 2009 tiene muy buenas actuaciones que le permiten avanzar más de 50 puestos (empezó el año en el puesto 86) para terminar en el puesto 36 del ranking ATP. Gana el primer título de su carrera en Gastaad y antes de eso había llegado a su primera final en su natal Brasil en el torneo de Costa do Sauipe perdiendo ante Tommy Robredo.

### 2010
En 2010 Bellucci comienza de gran forma y después de lograr su segundo título en Santiago, logra su mejor actuación en el ranking ATP ubicándose en el puesto 28. En 2011, en el torneo de Miami, en el que ya ha llegado a los cuartos de final, sin embargo en el Masters 1000 de Madrid ha llegado a las semifinales eliminando a dos top ten, primero a Andy Murray en dos sets seguidos y luego a Tomáš Berdych, llegando así a su primera semifinal de un Masters 1000, allí se enfrentó al invicto del año Novak Djokovic ganando el primer set por 6-4 en el segundo set estaba 3-1 con una rotura de ventaja pero Novak se recuperó ganando el set por 6-4 (resultado final 4-6 6-4 6-1, Djokovic ganador).

### 2012
Inició bien el año, en febrero llegó a la final del Torneo de Moscú pero cayó derrotado ante el italiano Andreas Seppi. Pero se tomó revancha en el mes de julio cuando obtiene el Torneo de Gstaad por segunda vez, derrotando en la final al serbio Janko Tipsarević.

### 2013
En julio de 2013,ganó su primer título ATP en la modalidad de dobles. Junto al argentino Facundo Bagnis se hicieron con el Torneo de Stuttgart, derrotando en la final a los polacos Tomasz Bednarek y Mateusz Kowalczyk. 
En el mes de noviembre obtiene el Challenger de Montevideo 2013 derrotando por un doble 6-4 al argentino y cabeza de serie número 3 Diego Schwartzman.

## Títulos ATP (5; 4+1)

### Individual (4)
| Legenda                   |
| Grande Slam (0)           |
| ATP World Tour Finals (0) |
| ATP Masters 1000 (0)      |
| ATP World Tour 500 (0)    |
| ATP World Tour 250 (4)    |

| N.º | Fecha                | Torneo   | Superficie    | Oponente en la final | Resultado        |
| --- | -------------------- | -------- | ------------- | -------------------- | ---------------- |
| 1.  | 2 de agosto de 2009  | Gstaad   | Tierra batida | Andreas Beck         | 6-4, 7-6(2)      |
| 2.  | 7 de febrero de 2010 | Santiago | Tierra batida | Juan Mónaco          | 6-2, 0-6, 6-4    |
| 3.  | 22 de julio de 2012  | Gstaad   | Tierra batida | Janko Tipsarević     | 6-7(2), 6-4, 6-2 |
| 4.  | 23 de mayo de 2015   | Ginebra  | Tierra batida | João Sousa           | 7-6(4), 6-4      |

#### Finalista (4)
| N.º | Fecha                 | Torneo          | Superficie    | Oponente en la final | Resultado        |
| --- | --------------------- | --------------- | ------------- | -------------------- | ---------------- |
| 1.  | 9 de febrero de 2009  | Costa do Sauipe | Tierra batida | Tommy Robredo        | 3-6, 6-3, 4-6    |
| 2.  | 21 de octubre de 2012 | Moscú           | Dura (i)      | Andreas Seppi        | 6-3, 6-7(3), 3-6 |
| 3.  | 7 de febrero de 2016  | Quito           | Tierra batida | Víctor Estrella      | 6-4, 6-7(5), 2-6 |
| 4.  | 16 de abril de 2017   | Houston         | Tierra batida | Steve Johnson        | 4-6, 6-4, 6-7(5) |

### Dobles (1)
| Legenda                   |
| Grande Slam (0)           |
| ATP World Tour Finals (0) |
| ATP Masters 1000 (0)      |
| ATP World Tour 500 (0)    |
| ATP World Tour 250 (1)    |

| N.º | Fecha               | Torneo    | Superficie    | Pareja         | Oponentes en la final             | Resultado        |
| --- | ------------------- | --------- | ------------- | -------------- | --------------------------------- | ---------------- |
| 1.  | 14 de julio de 2013 | Stuttgart | Tierra batida | Facundo Bagnis | Tomasz Bednarek Mateusz Kowalczyk | 2-6, 6-4, [11-9] |

#### Finalista (2)
| N.º | Fecha                 | Torneo         | Superficie    | Pareja                 | Oponentes en la final         | Resultado           |
| --- | --------------------- | -------------- | ------------- | ---------------------- | ----------------------------- | ------------------- |
| 1.  | 6 de febrero de 2016  | Quito          | Tierra batida | Marcelo Demoliner      | Pablo Carreño Guillermo Durán | 5-7, 4-6            |
| 2.  | 23 de febrero de 2019 | Río de Janeiro | Tierra batida | Rogério Dutra da Silva | Máximo González Nicolás Jarry | 7-6(3), 3-6, [7-10] |

## Clasificación en torneos del Grand Slam

### Individuales
| Torneo          | 2014 | 2013 | 2012 | 2011 | 2010 | 2009 | 2008 | Títulos |
| --------------- | ---- | ---- | ---- | ---- | ---- | ---- | ---- | ------- |
| Australian Open | 2R   | 1R   | 2R   | 2R   | 2R   | 1R   | -    | 0       |
| Roland Garros   | 2R   | -    | 1R   | 3R   | 4R   | 1R   | 1R   | 0       |
| Wimbledon       | Q1   | -    | 1R   | 1R   | 3R   | -    | 2R   | 0       |
| US Open         | 2R   | 1R   | 1R   | 1R   | 2R   | 2R   | 2R   | 0       |

## Torneoschallengers

### Títulos
| N.º | Fecha                  | Torneo                      | Superficie    | Oponente en la final     | Resultado    |
| --- | ---------------------- | --------------------------- | ------------- | ------------------------ | ------------ |
| 1.  | 25 de febrero de 2008  | Challenger de Santiago      | Tierra batida | Eduardo Schwank          | 6-4 7-6(3)   |
| 2.  | 14 de abril de 2008    | Challenger de Florianópolis | Tierra batida | Franco Ferreiro          | 4-6 6-4 6-2  |
| 3.  | 28 de abril de 2008    | Challenger de Túnez         | Tierra batida | Dušan Vemić              | 6-2 6-4      |
| 4.  | 5 de mayo de 2008      | Challenger de Rabat         | Tierra batida | Martín Vassallo Argüello | 6-2 6-2      |
| 5.  | 13 de julio de 2009    | Challenger de Rímini        | Tierra batida | Juan Pablo Brzezicki     | 3-6 6-1 6-1  |
| 6.  | 26 de octubre de 2009  | Challenger de San Pablo     | Tierra batida | Nicolás Lapentti         | 6-4 6-4      |
| 7.  | 9 de julio de 2012     | Challenger de Braunschweig  | Tierra batida | Tobias Kamke             | 7-6 (4), 6-3 |
| 8.  | 3 de noviembre de 2013 | Copa Petrobras Montevideo   | Tierra batida | Diego Schwartzman        | 6-4, 6-4     |